# Sanassuní
Els Sanassuní van ser una família de nakharark (nobles) d'Armènia amb feu hereditari al districte de Sassun a l'Altzniq.
Khut Sanassuní era senyor de Sassun cap a l'any 590. Un Joan Sanassuní apareix al segle vii en època indeterminada. La regió va passar a una branca dels Mamiconis potser al segle viii i la van mantenir fins al 1058/1059.